# Tiberius Claudius Marcellus
Tiberius Claudius Marcellus war ein im 1. und 2. Jahrhundert n. Chr. lebender Angehöriger des römischen Ritterstandes (Eques).
Durch ein Militärdiplom, das auf den 19. Oktober 120 datiert ist, ist belegt, dass Marcellus 120 Präfekt der an der unteren Donau stationierten Flotte (Classis Flavia Moesica) war.